# Prvenstvo Kraljevine Jugoslavije u vaterpolu 1937.
Vaterpolsko prvenstvo Kraljevine Jugoslavije za 1937. godinu je trinaesti put zaredom osvojio Jug iz Dubrovnika.

## Završnica prvenstva
Završnica vaterpolskog prvenstva Kraljevine Jugoslavije je održana 21. i 22. kolovoza 1937. u Dubrovniku na plivalištu u gradskoj luci u sklopu državnog prvenstva u plivanju i vaterpolu. 

U završnici su igrale tri momčadi liga-sustavom. Na prvenstvu je sudjelovalo samo pet klubova (tri u vaterpolu) - Jug Dubrovnik, Jadran Herceg Novi, ZPK Zagreb te Galeb Novi Sad i Maraton Zagreb (koji su se natjecali samo u plivanju).

## Ljestvica
| mj | klub               | ut. | pob. | ner. | por. | gol+ | gol- | bod. |
| -- | ------------------ | --- | ---- | ---- | ---- | ---- | ---- | ---- |
| 1. | Jug Dubrovnik      | 2   | 2    | 0    | 0    | 14   | 1    | 4    |
| 2. | ZPK Zagreb         | 2   | 0    | 1    | 1    | 3    | 6    | 1    |
| 3. | Jadran Herceg Novi | 2   | 0    | 1    | 1    | 4    | 14   | 1    |

## Rezultati
| 21.8.                                                                                    | ZPK - Jadran | 3:3       |
| 22.8.                                                                                    | Jug - Jadran | 11:1      |
| 22.8.                                                                                    | Jug - ZPK    | 3:0 pff * |
|                                                                                          |              |           |
| umjesto utakmice Jug - ZPK (ZPK prepustio utakmicu) igrana utakmica Jug I - Jug II (4:1) |              |           |

## Poveznice
- Jugoslavenska vaterpolska prvenstva